# 长身裸颊鲷
长身裸颊鲷（学名：Lethrinus semicinctus），又名半帶裸頰鯛、半帶龍占，為輻鰭魚綱鱸形目龍占魚科的其中一個種。

## 分布
本魚分布於東印度西太平洋區，包括斯里蘭卡、印度、印尼、馬來西亞、越南、日本、台灣、中國沿海、菲律賓、新幾內亞、澳洲、馬里亞納群島、諾魯、帛琉、所羅門群島、馬紹爾群島、密克羅尼西亞、斐濟群島、萬那杜等海域。

## 深度
水深0至120公尺。

## 特徵
本魚體呈長橢圓形，體色為棕色或銀灰色，體長為體高的2.2倍，體側有網紋狀的黑斑。側線鱗片數46至49枚，背鰭硬棘10枚、軟條9枚；臀鰭硬棘3枚、軟條8枚。體長可達35公分。

## 生態
本魚棲息在珊瑚礁附近具沙底質的海域，屬肉食性魚類，以甲殼類和其他魚類為食。

## 經濟利用
美味的食用魚，適合煮湯或紅燒。